# پاتریک سون-شیونگ
پاتریک سون-شیونگ (انگلیسی: Patrick Soon-Shiong؛ زادهٔ ۲۹ ژوئیهٔ ۱۹۵۲) جراح، استاد دانشگاه، مخترع، نیکوکار، سرمایه‌دار و مدیر اجرایی آمریکایی چینی‌تبارِ زادهٔ آفریقای جنوبی است. در ماه نوامبر ۲۰۱۹ مجله اقتصادی فوربز، دارایی خالص وی را بیش از ۶ میلیارد و ۸۰۰ میلیون دلار اعلام کرد. سون-شیونگ تاکنون بالغ بر یکصد مقاله علمی منتشر نموده و بیش از ۲۳۰ اختراع نیز بنام وی ثبت شده‌است. او از سال ۲۰۱۰ مالکیت اکثریت سهام لس آنجلس لیکرز را در اختیار دارد و از ژوئن ۲۰۱۸ نیز مالک و رئیس هیئت مدیره لس آنجلس تایمز می‌باشد.